# حياة ساسي
حياة ساسي هي لاعبة رفع أثقال تونسية وُلدت في 24 أكتوبر 1982، ومثلت تونس في دورة الألعاب الأولمبية الصيفية عام 2004. 

## المشاركات والميداليات
شاركت حياة ساسي في عام 2000 في بطولة إفريقيا لرفع الأثقال، والتي أقيمت في مدينة ياوندي بالكاميرون، وتمكنت من إحراز الميدالية البرونزية في فئة الوزن أقل من 63 كيلوغرام للسيدات، وفي عام 2003 شاركت في دورة الألعاب الإفريقية، والتي أقيمت في مدينة أبوجا بنيجيريا، حيث توجت بالميدالية الذهبية في منافسات الوزن أقل من 63 كيلوغرام للسيدات، وفي عام التالي، شاركت مجددًا في بطولة إفريقيا لرفع الأثقال وحصلت على الميدالية الذهبية في منافسات الخطف للوزن أقل من 63 كيلوغرام للسيدات، كما حصلت من نفس البطولة على  الميدالية الفضية في منافسات المجموع للوزن أقل من 63 كيلوغرام للسيدات. شاركت حياة ساسي في نفس العام أيضًا في دورة الألعاب العربية، والتي أقيمت بمدينة الجزائر في الجزائر، حيث حصدت ثلاث ميداليات ذهبية في منافسات الوزن أقل من 69 كيلوغرام للسيدات، ثُم شاركت في دورة الألعاب الأولمبية الصيفية التي أقيمت بمدينة سيدني بأستراليا حيث احتلت المركز الرابع في منافسات الوزن أقل من 63 كيلوغرام للسيدات. ويوضح الجدول التالي أهم المُسابقات والبطولات التي شاركت فيها حياة ساسي، وأبرز الميداليات والألقاب التي حققتها في البطولات والمسابقات المختلفة:
| العام | المسابقة                       | المكان                   | المنافسات                                        | الترتيب/الميدالية                   |
| ----- | ------------------------------ | ------------------------ | ------------------------------------------------ | ----------------------------------- |
| 2000  | بطولة إفريقيا لرفع الأثقال     | ياوندي، الكاميرون        | منافسات الوزن أقل من 63 كيلوغرام للسيدات         | المركز الثالث (الميدالية البرونزية) |
| 2003  | دورة الألعاب الإفريقية         | أبوجا، نيجيريا           | منافسات الوزن أقل من 63 كيلوغرام للسيدات         | المركز الأول (الميدالية الذهبية)    |
| 2004  | دورة الألعاب الأولمبية الصيفية | سيدني، أستراليا          | منافسات الوزن أقل من 63 كيلوغرام للسيدات         | المركز الرابع                       |
| 2004  | بطولة إفريقيا لرفع الأثقال     | تونس العاصمة، تونس       | منافسات الوزن 63 كيلوغرام - خطف - للسيدات        | المركز الأول (الميدالية الذهبية)    |
| 2004  | بطولة إفريقيا لرفع الأثقال     | تونس العاصمة، تونس       | منافسات الوزن 63 كيلوغرام - مجموع - للسيدات      | المركز الثاني (الميدالية الفضية)    |
| 2004  | دورة الألعاب العربية           | الجزائر العاصمة، الجزائر | منافسات الوزن أقل من 69 كيلوغرام - خطف - للسيدات | المركز الأول (الميدالية الذهبية)    |
| 2004  | دورة الألعاب العربية           | الجزائر العاصمة، الجزائر | منافسات الوزن 69 كيلوغرام - نتر - للسيدات        | المركز الأول (الميدالية الذهبية)    |
| 2004  | دورة الألعاب العربية           | الجزائر العاصمة، الجزائر | منافسات الوزن 69 كيلوغرام - مجموع - للسيدات      | المركز الأول (الميدالية الذهبية)    |